# Аккумулятор с внутренним электроподогревом
Аккумулятор с внутренним электроподогревом является результатом работ науки и промышленности по усовершенствованию конструкции обычного аккумулятора кислотной или щелочной группы для повышения его эксплуатационных характеристик в условиях низких отрицательных температур окружающей среды.
При отрицательных температурах электролита снижается величина напряжения и реальная мощность аккумулятора. Низкие температуры существенно влияют на работоспособность, зарядные и разрядные характеристики аккумулятора. При температуре электролита ниже −20 °C аккумуляторные батареи не обеспечивают надёжного пуска двигателя и не способны принимать заряд от генератора. Из-за бо́льшего внутреннего сопротивления современных аккумуляторов закрытого типа (так называемых «необслуживаемых» аккумуляторов: герметичных, герметизированных), по сравнению с обычными аккумуляторами (открытого типа), эти вопросы ещё более актуальны.
Конструктивной особенностью аккумулятора с внутренним электроподогревом является наличие электрического нагревательного элемента, коммутационного блока и реле температуры, посредством которого производится включение и отключение нагревателя при достижении заданных температур электролита. Существуют различные конструкции аккумулятора с внутренним электроподогревом, отличающиеся размещением его элементов внутри аккумулятора и способами коммутации нагревательного элемента — от внешнего источника электроэнергии или автономного от борнов аккумулятора.

## Внутренний электроподогрев аккумулятора от внешнего источника электроэнергии
Известна автомобильная аккумуляторная батарея марки 6СТ-190ТРН (6СТ-190ТР-Н) с внутренним электрообогревом. Каждый из 6-ти аккумуляторов в составе батареи оснащён электрическим нагревателем ЭНА-100 номинальной мощностью 100 Вт, размещенном или в придонном пространстве под блоком электродов аккумулятора, или в кармане на боковой стенке корпуса аккумулятора. Реле температуры находится под крышкой аккумулятора. Выводы от нагревателя и реле выходят на коммутационную панель на корпусе батареи. К коммутационной панели подключается коммутационный блок, расположенный вне батареи и посредством которого производится управление режимами нагрева. Возможны два режима нагрева: форсированный режим с мощностью нагрева 600 Вт при необходимости быстрого разогрева аккумуляторной батареи для надежного пуска двигателя стартером и длительный режим с мощностью нагрева 128 Вт, обеспечивающий эффективность разрядно-зарядных процессов аккумуляторной батареи. Электропитание нагревателей способно осуществляться: на стоянках — от внешнего источника переменного или постоянного тока напряжением 28 В, в движении — от штатного генератора машины.
В СССР аккумуляторные батареи с электрическим обогревом 6СТ-190ТРН производились на Подольском аккумуляторном завод. В современной России данный тип аккумуляторной батареи производится на Курском Аккумуляторном Заводе для обеспечения нужд Министерства Обороны под маркировкой 6СТ-190АН – батарея с электрическим подогревом для специализированной грузовой техники, эксплуатируемой при температурах ниже -30 ºС.

"Батареи для военной автомобильной и бронетанковой техники, оборудованной системой автоматического регулирования температуры электролита и эксплуатируемой в условия особо низких температур, помимо двойного ударопрочного морозостойкого корпуса, имеют встроенный нагревательный элемент." - Цитата описания модельного ряда специальных аккумуляторных батарей с сайта Завода.  .

## Автономный внутренний электроподогрев аккумулятора
Конструкция аккумулятора с автономным внутренним электроподогревом и электропитанием от борнов (выводов) аккумулятора предложена как результат исследований ОАО «ВНИИЖТ» и ООО «Транспорт», в частности, применительно к конструкции современного герметизированного аккумулятора.
Портативный электрический нагревательный элемент ленточного типа из свинцового сплава с кислотостойкой изоляцией мощностью 30 — 35 Вт помещён в донную часть аккумулятора под призматическую подставку блока электродов. Электропитание нагревательного элемента осуществляется посредством электронного коммутатора, основным элементом которого выступает терморегулятор, размещенный под крышкой аккумулятора и подключённый к его борнам (выводам). Внутренний электроподогрев аккумулятора автоматически включается при температуре внутри аккумулятора ниже −10 °C и отключается при достижении температуры 0 °C.
По указанной авторами информации со ссылкой на результаты испытаний, при температуре −40 °C ёмкость аккумулятора с автономным внутренним эдектроподогревом в 10 раз превышает ёмкость аккумулятора аналогичного типа без внутреннего подогрева.
Промышленное производство необслуживаемого (по технологии AGM) аккумулятора с автономным внутренним подогревом освоено ООО «Транспорт» под маркой TRANSBATT в г. Наро-Фоминске.
Американские специалисты из государственного колледжа штата Пенсильвания создали литий-ионные аккумуляторы с внутренним подогревом. В качестве нагревательного элемента используется никелевая фольга толщиной 50 микрометров, которая подключена к отрицательной клемме и окутывает аккумулятор изнутри. Установленный внутри датчик температуры замыкает цепь с помощью коммутатора и аккумулятор разогревается до 0 °C. Сведения о промышленном производстве этой марки аккумулятора отсутствуют.